# موردوینوفکا
موردوینوفکا (انگلیسی: Mordvinovka) یک شهرک در شهرستان بیرسکی باشقیرستان کشور روسیه است.